# Dianthus platyodon
Dianthus platyodon är en nejlikväxtart som beskrevs av Michail Klokov. Dianthus platyodon ingår i släktet nejlikor, och familjen nejlikväxter. Inga underarter finns listade i Catalogue of Life.